# موزه مصر
موزه مصر (به عربی: المتحف المصری) با بیش از ۱۶۰ هزار اثر باستانی مربوط به مصر باستان، یکی از غنی‌ترین موزه‌های جهان در زمینه مصرشناسی است. این موزه در نزدیکی میدان تحریر، در مرکز شهر قاهره واقع شده‌است.
موزه مصر دارای بخش ویژه‌ای است که منحصر به مومیایی‌های ۲۷ عضو خاندان سلطنتی مصر من‌جمله رامسس دوم بزرگترین فرمانروای مصر باستان است.

## تاریخچه
موزه مصر نخستین‌بار در سال ۱۹۰۲ میلادی، در نزدیکی میدان تحریر، در مرکز قاهره تأسیس شد. آثاری که در این موزه نگهداری می‌شود، از دوران پیش از تاریخ تا امپراتوری روم را در بر می‌گیرد. با این حال بیشتر آثار این موزه به عصر فراعنه تعلق دارد. موزه مصر در سال ۱۹۰۶ میلادی، به ساختمان دو طبقه کنونی منتقل شد.
در تاریخ ۲۸ ژانویه ۲۰۱۱ و در اوج دوره‌ای از آشوب منتهی به انقلاب مصر، تعداد ۱۸ شی از اشیاء عتیقه از موزه مصر ربوده شدند.

## مرمت

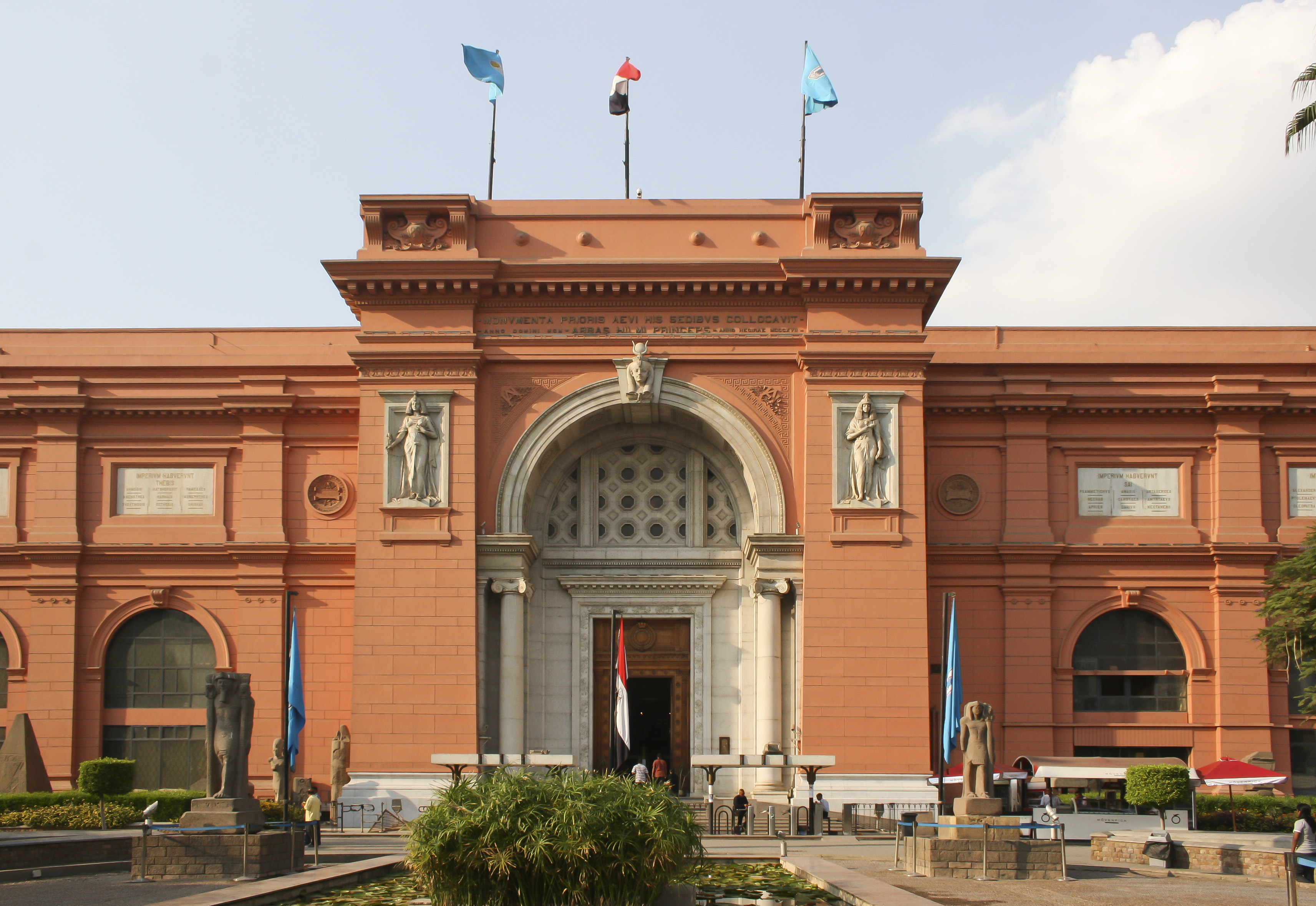
نمایی از ورودی اصلی موزه مصر.

در دسامبر ۲۰۱۴ میلادی، با کمک‌های مالی اتحادیه اروپا، چهار سالن از گالری توت‌عنخ‌آمون در موزه مصر که سال‌ها در دست مرمت بود، بازگشایی شدند.

## نگارخانه

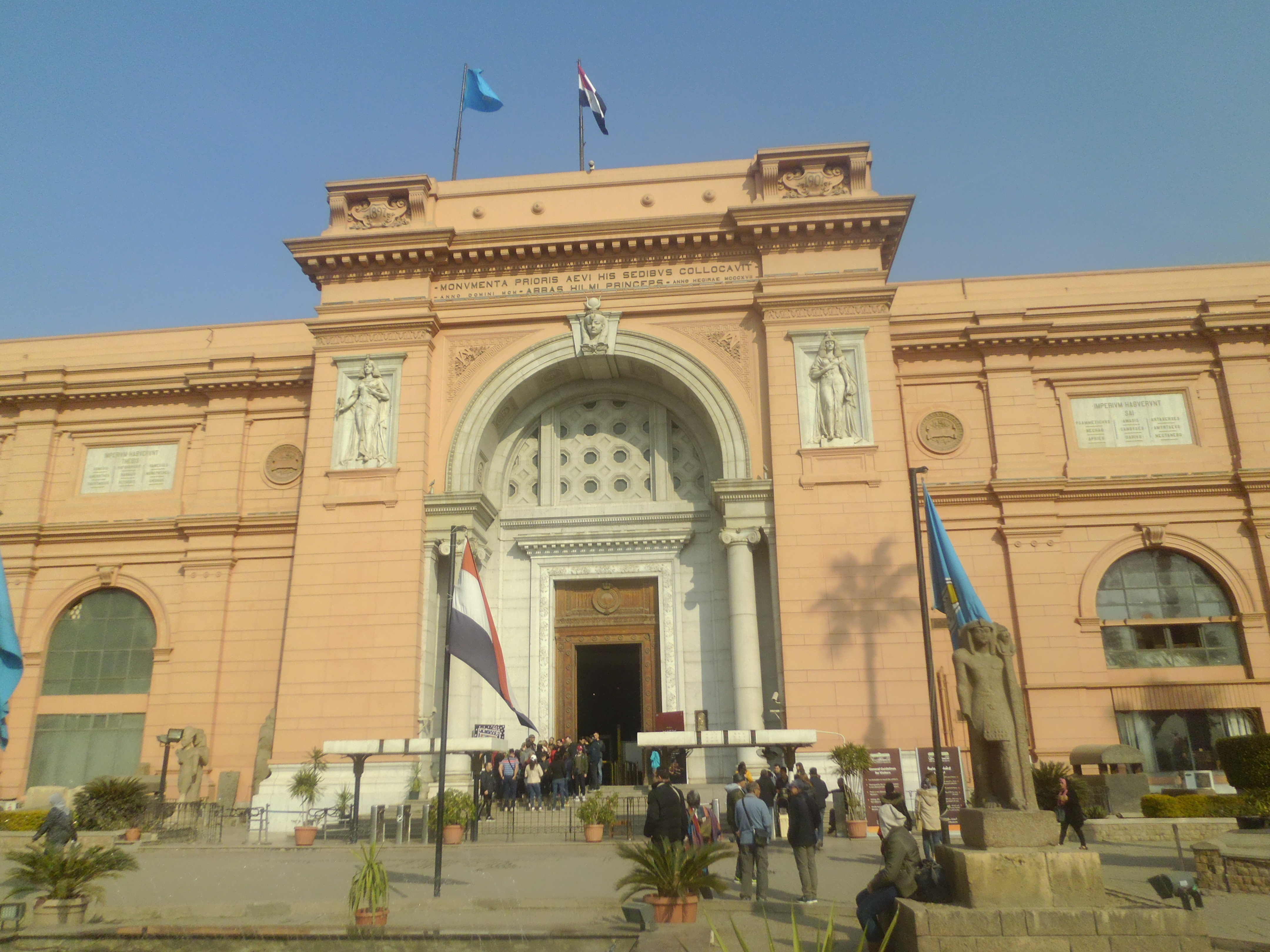
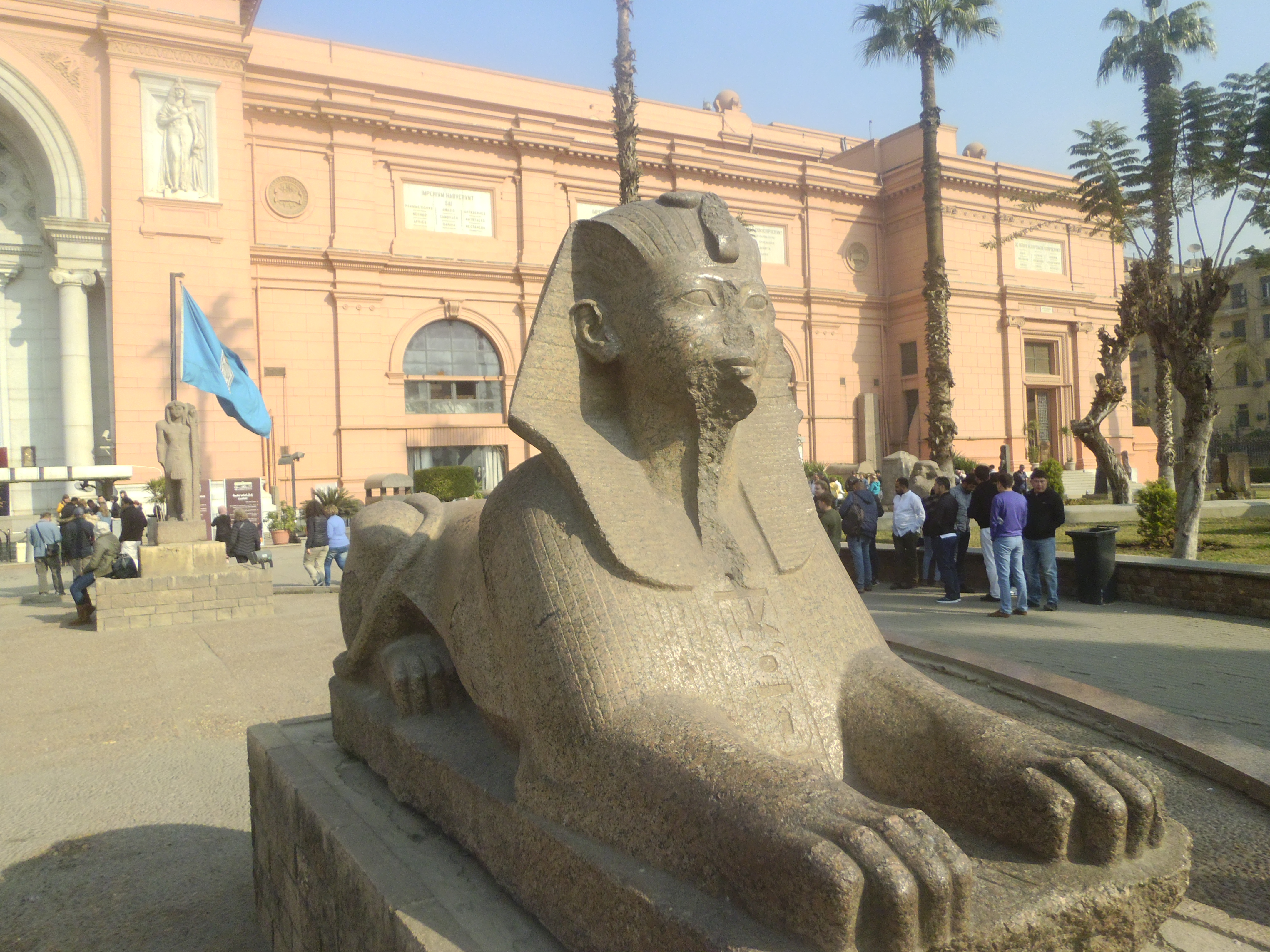
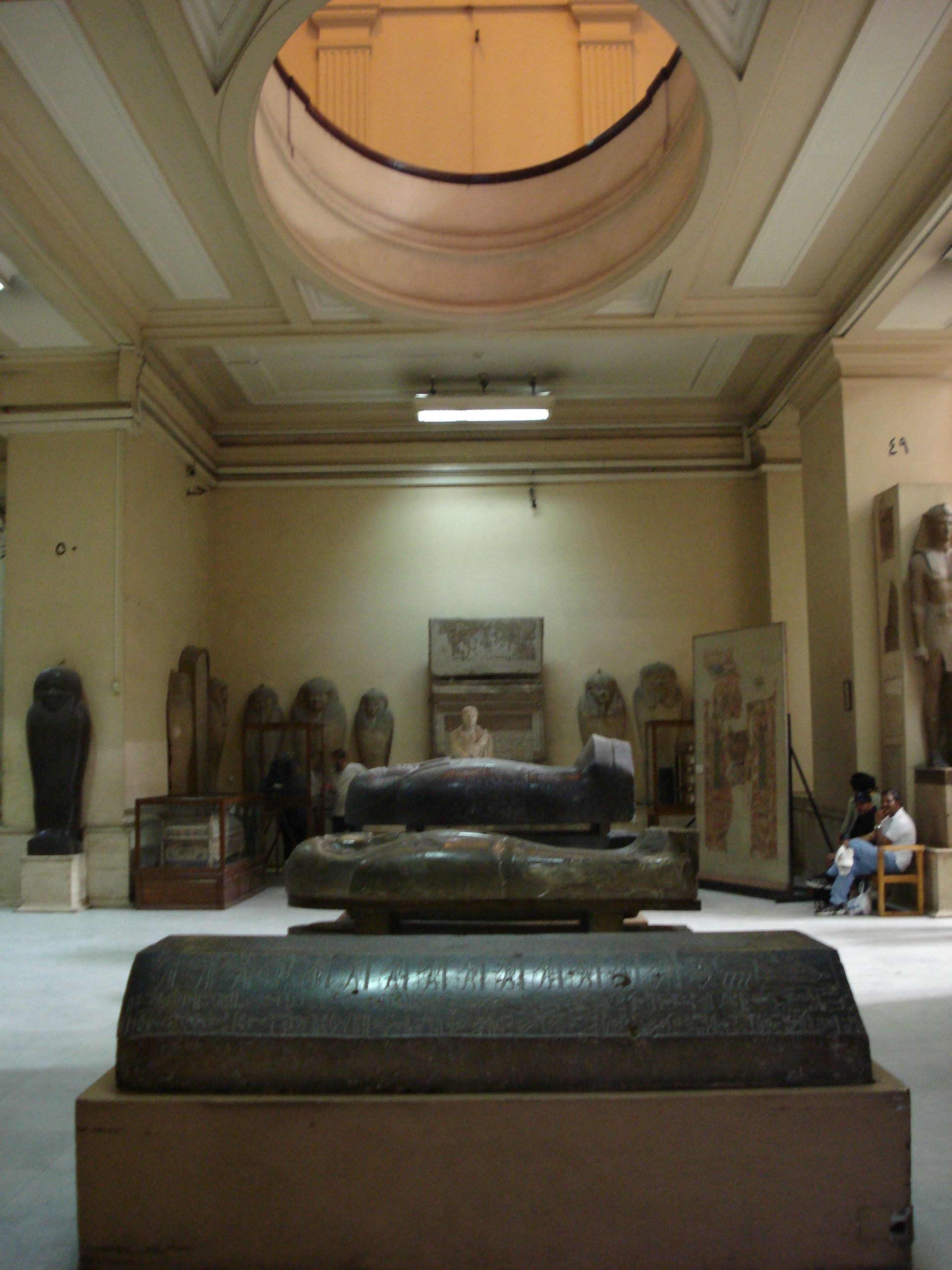
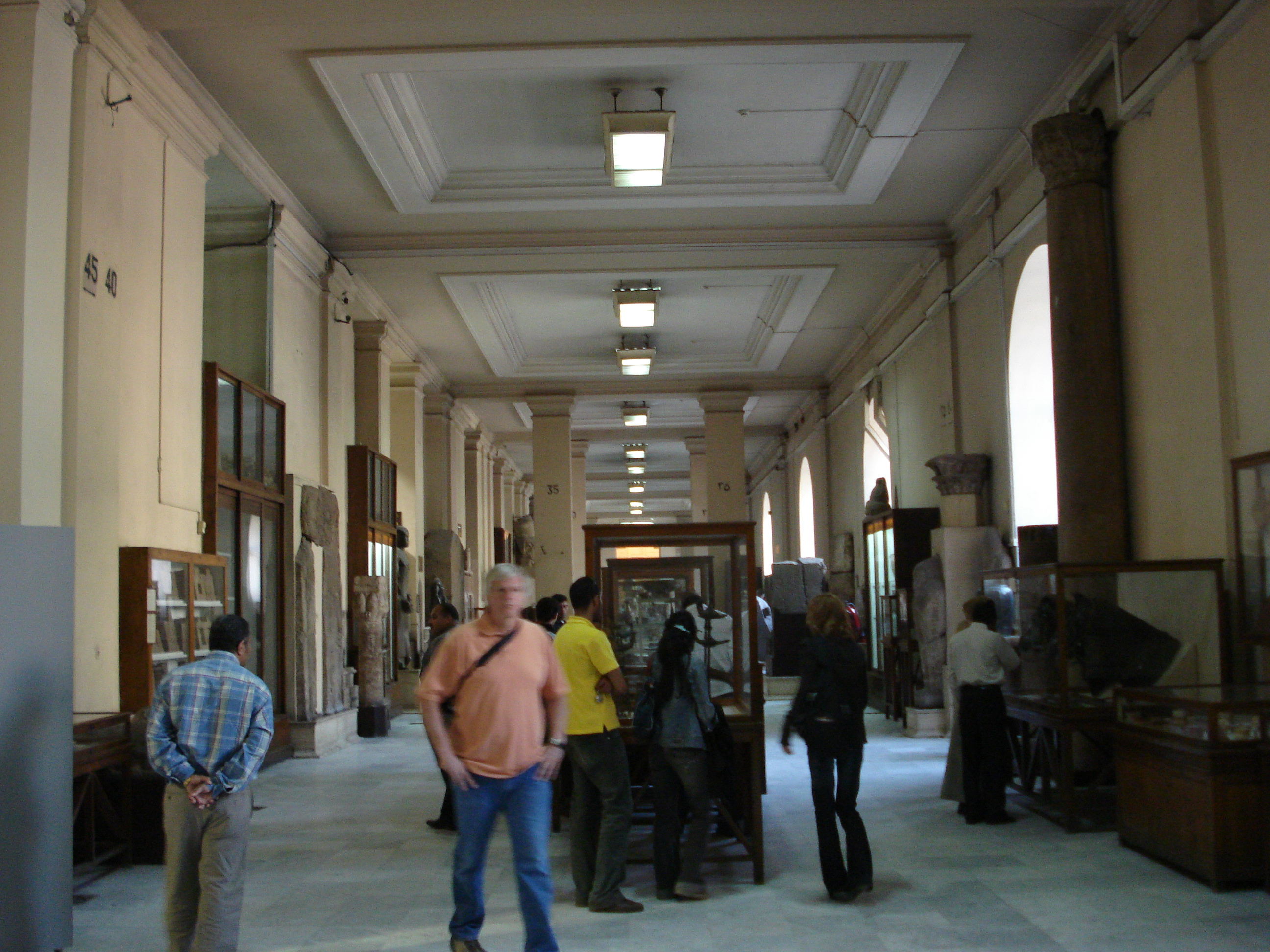
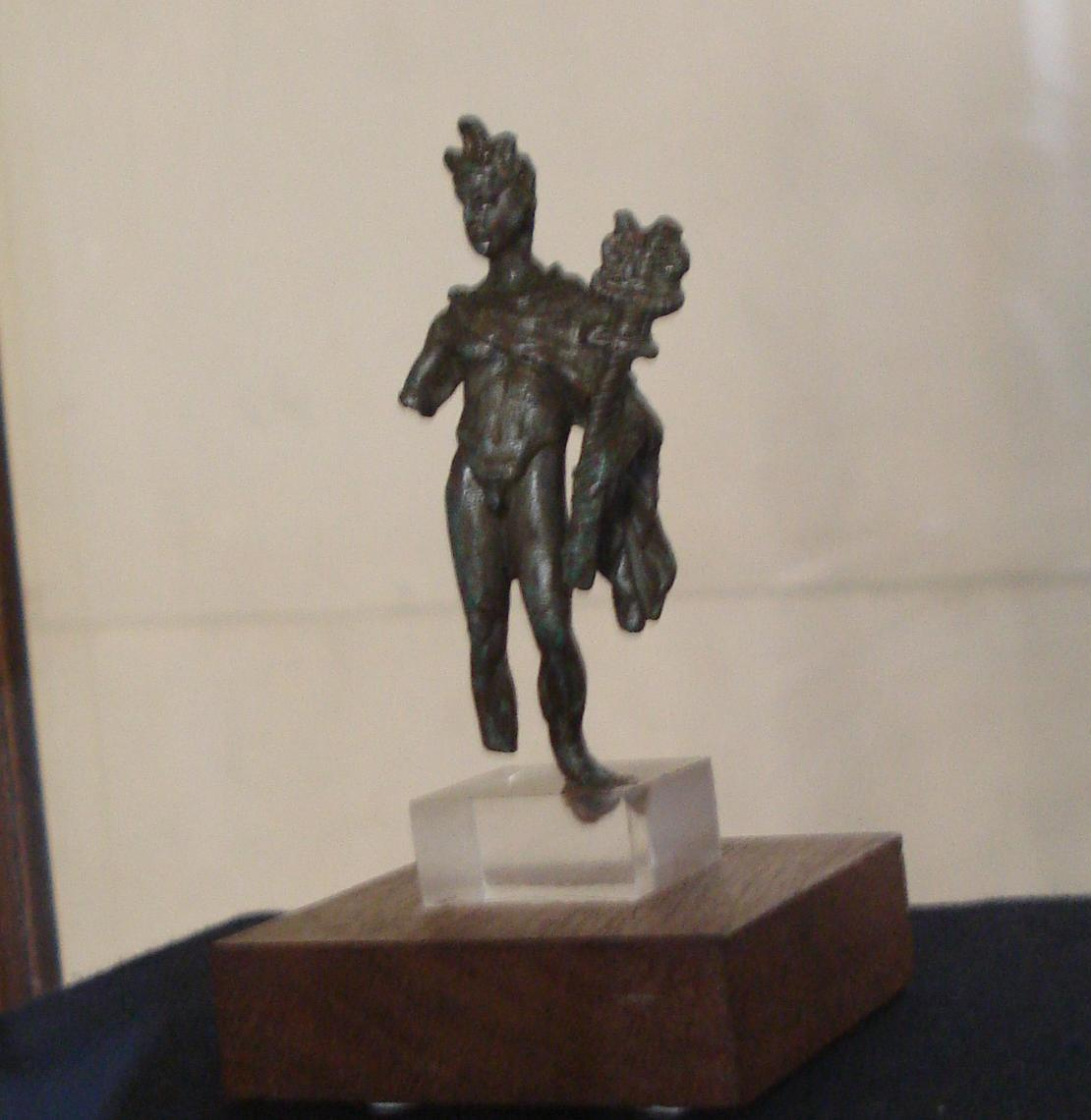
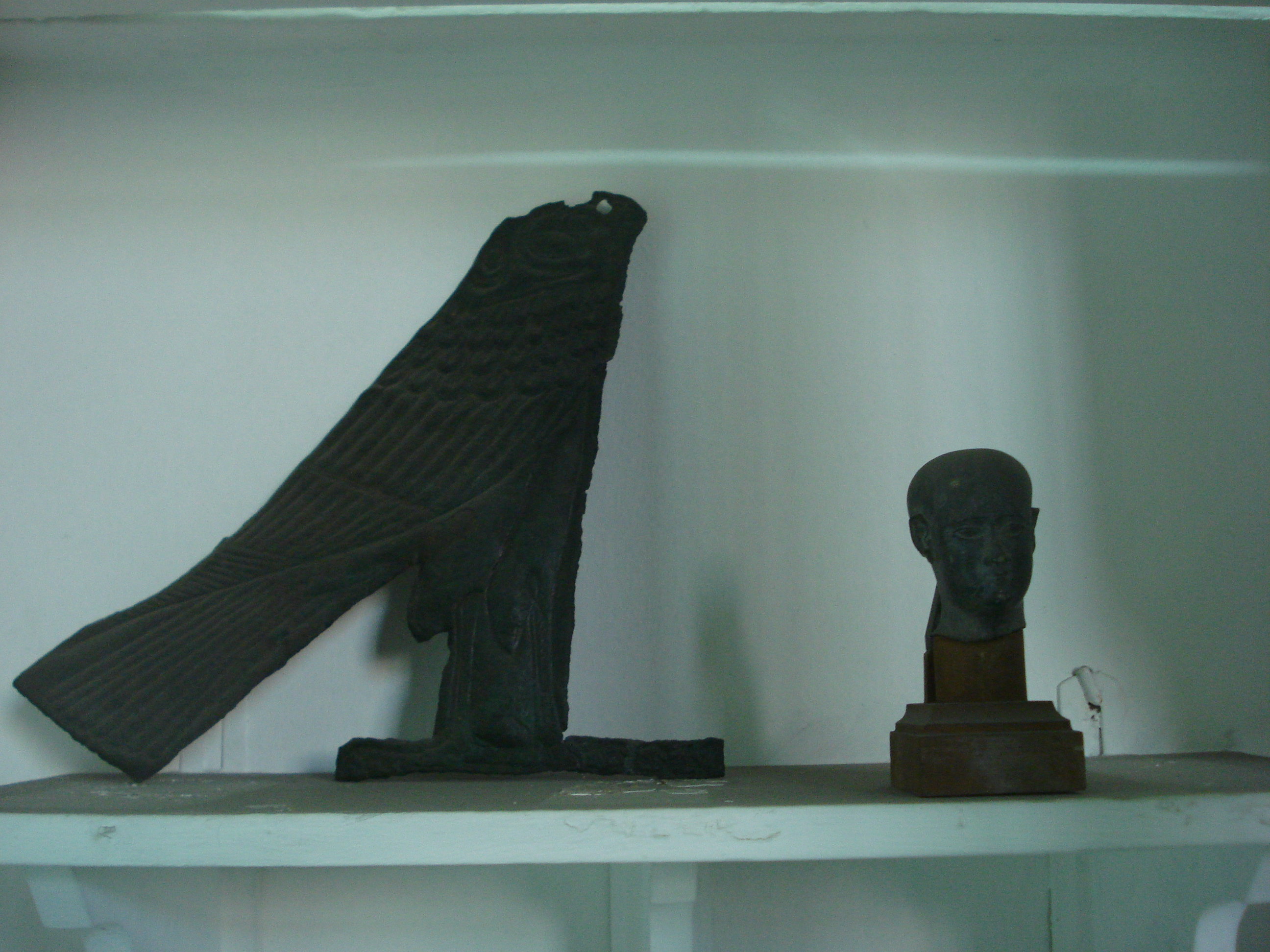
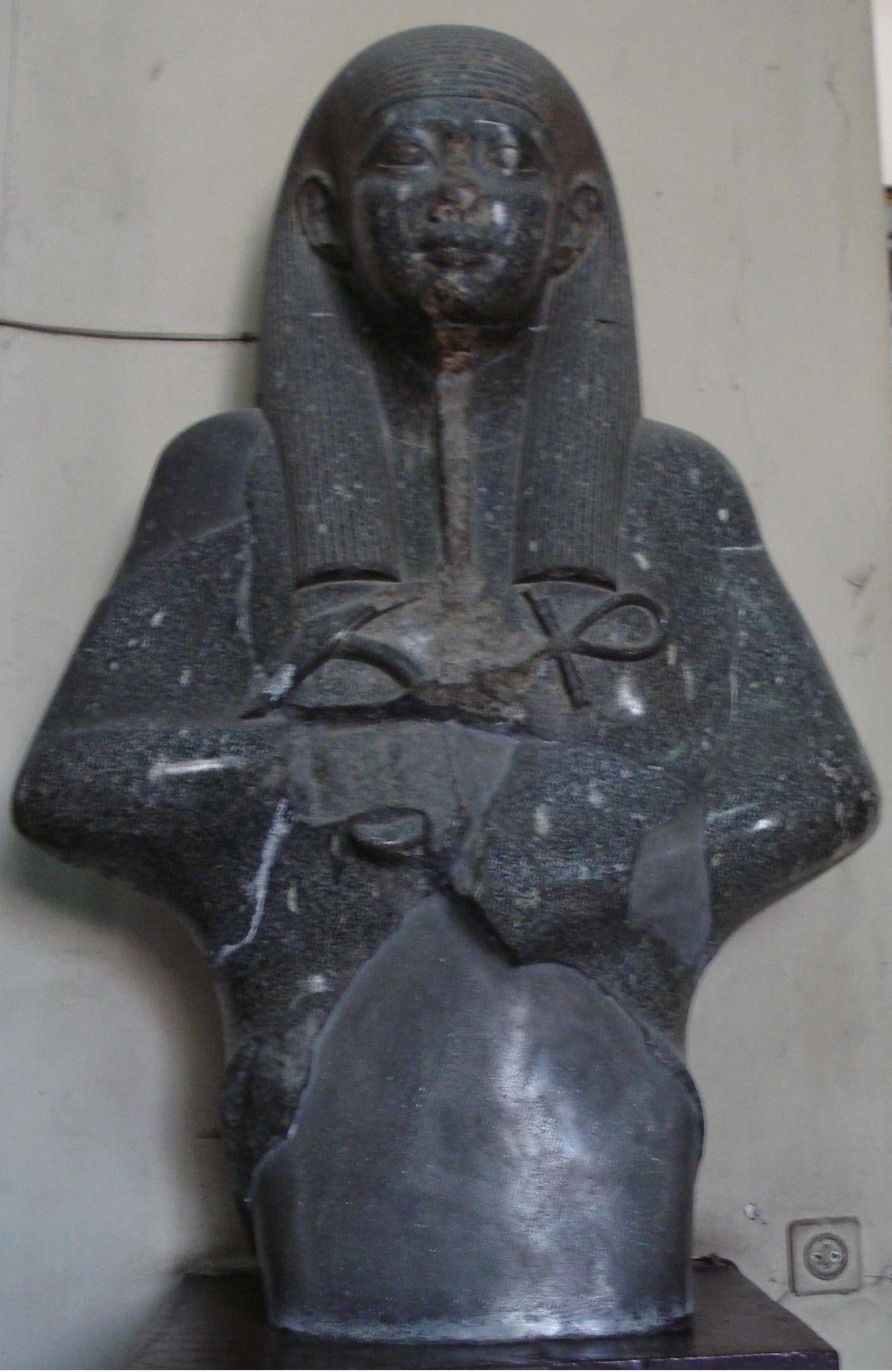
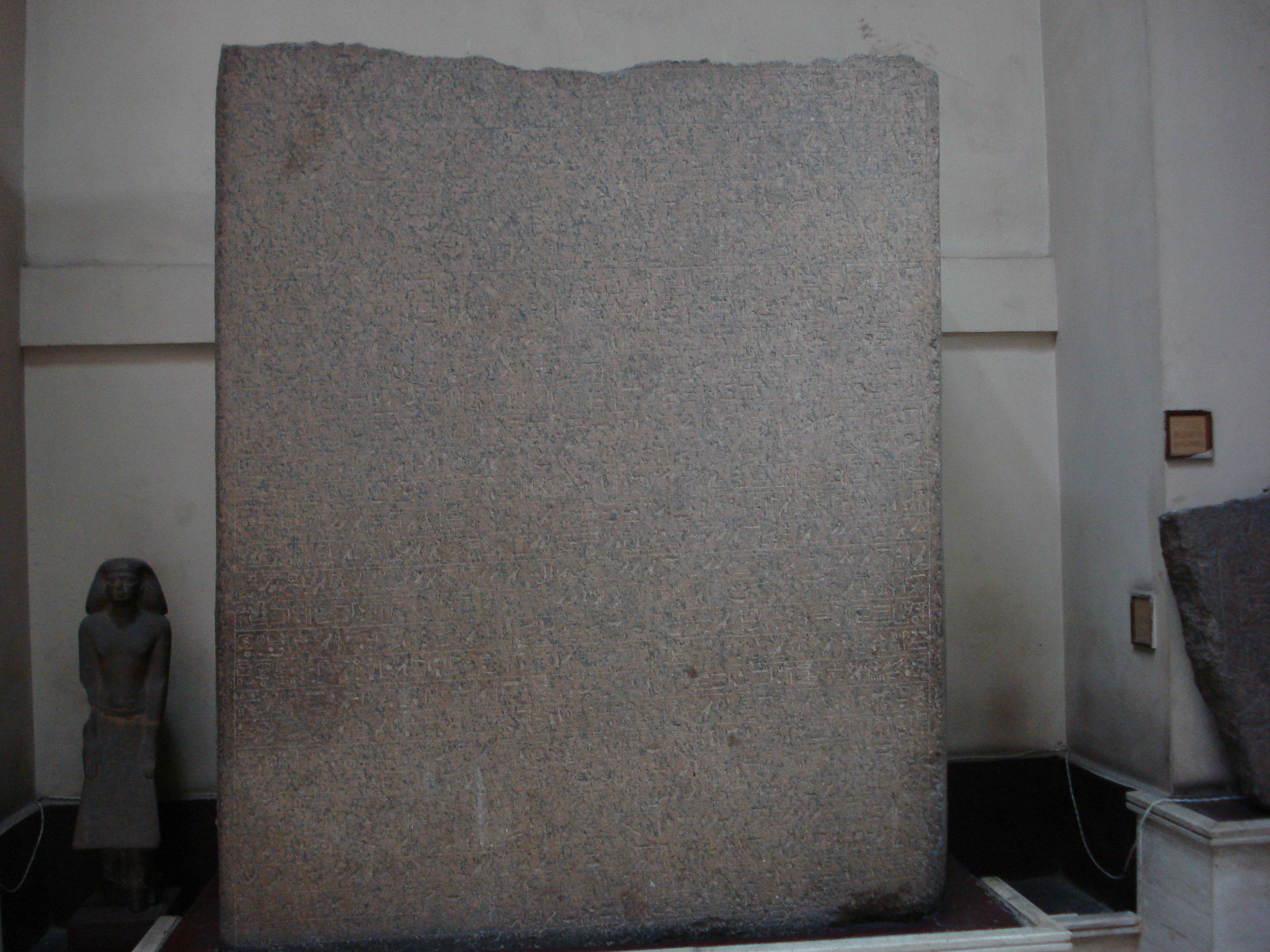
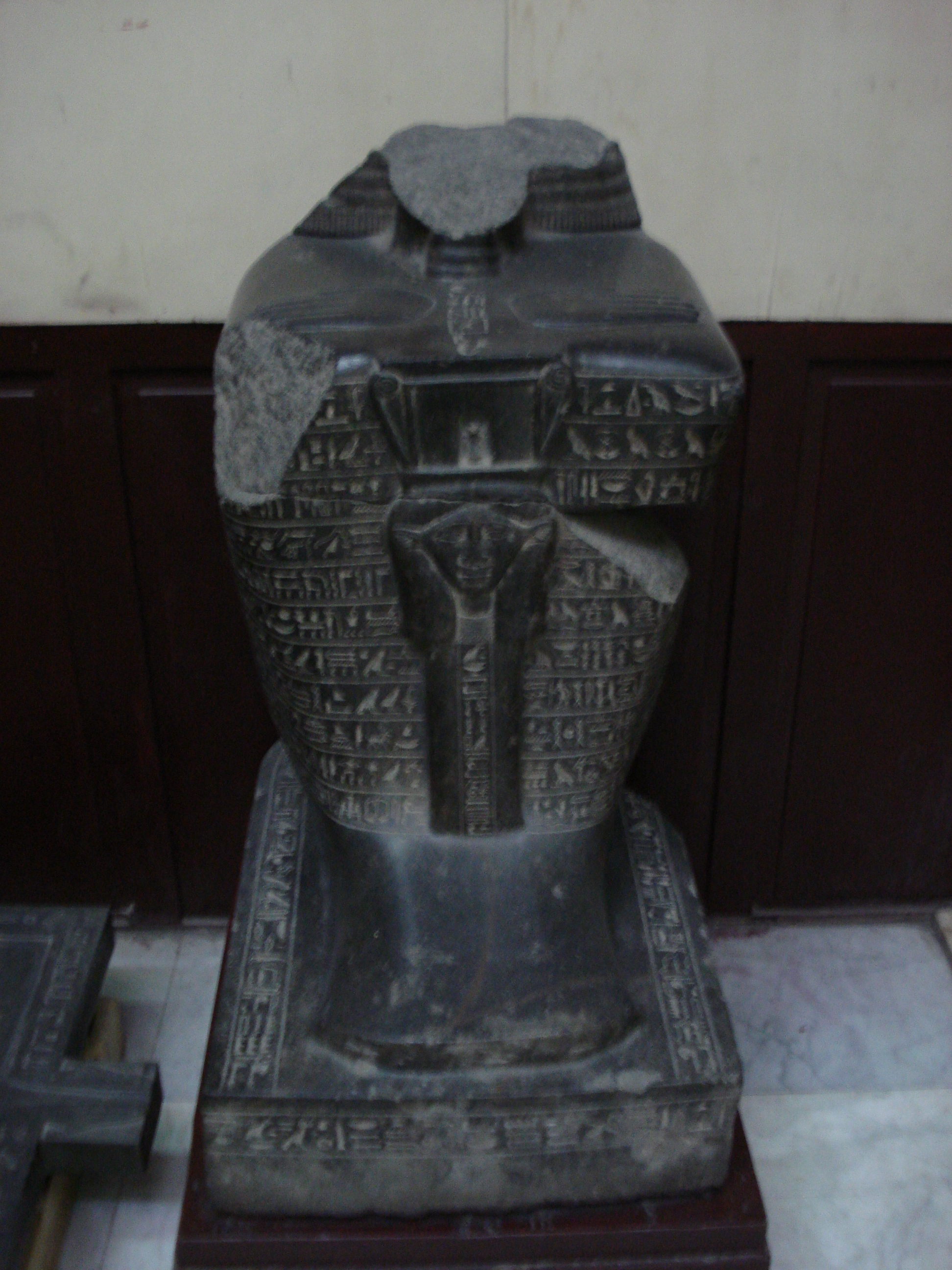
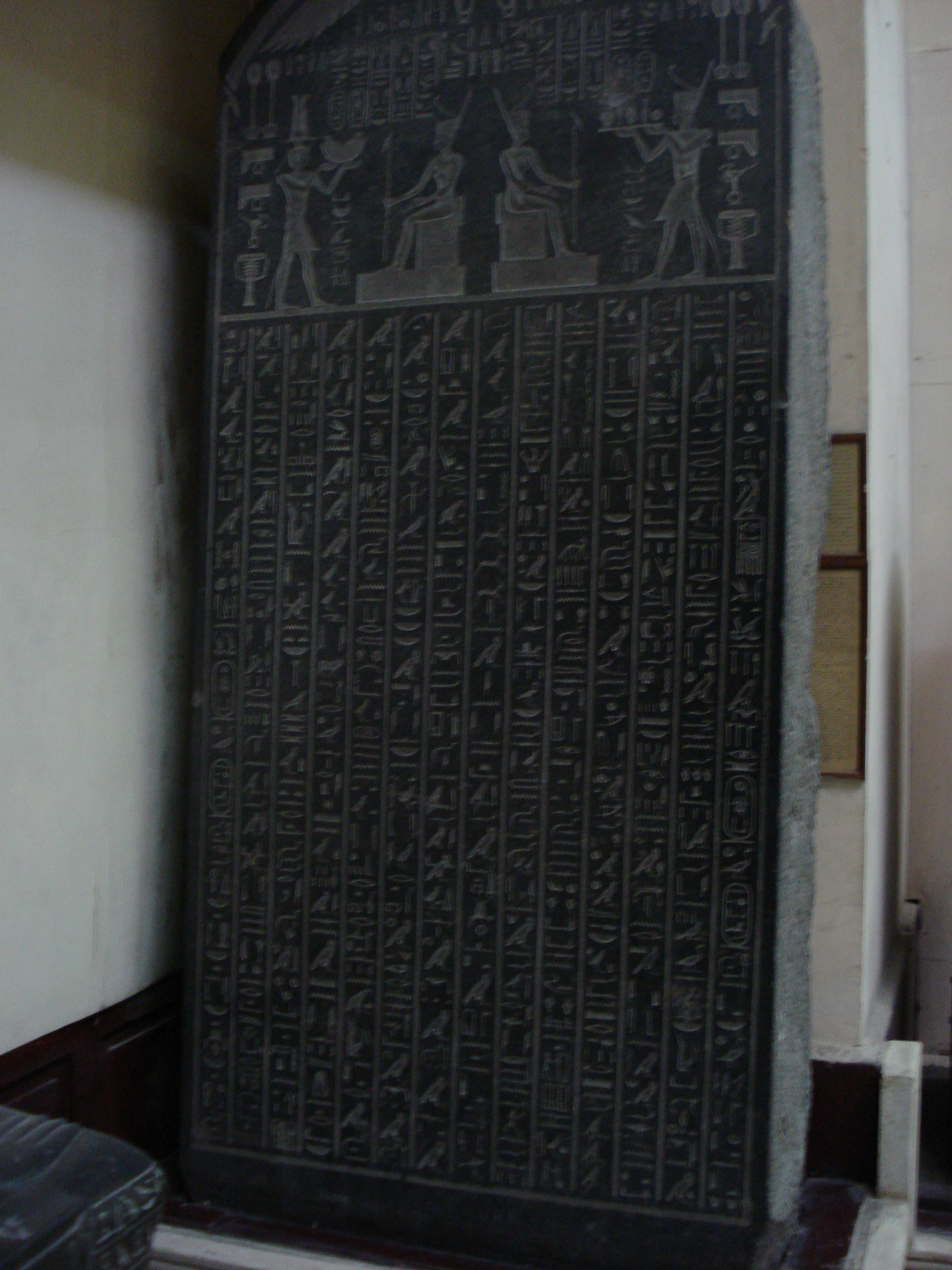
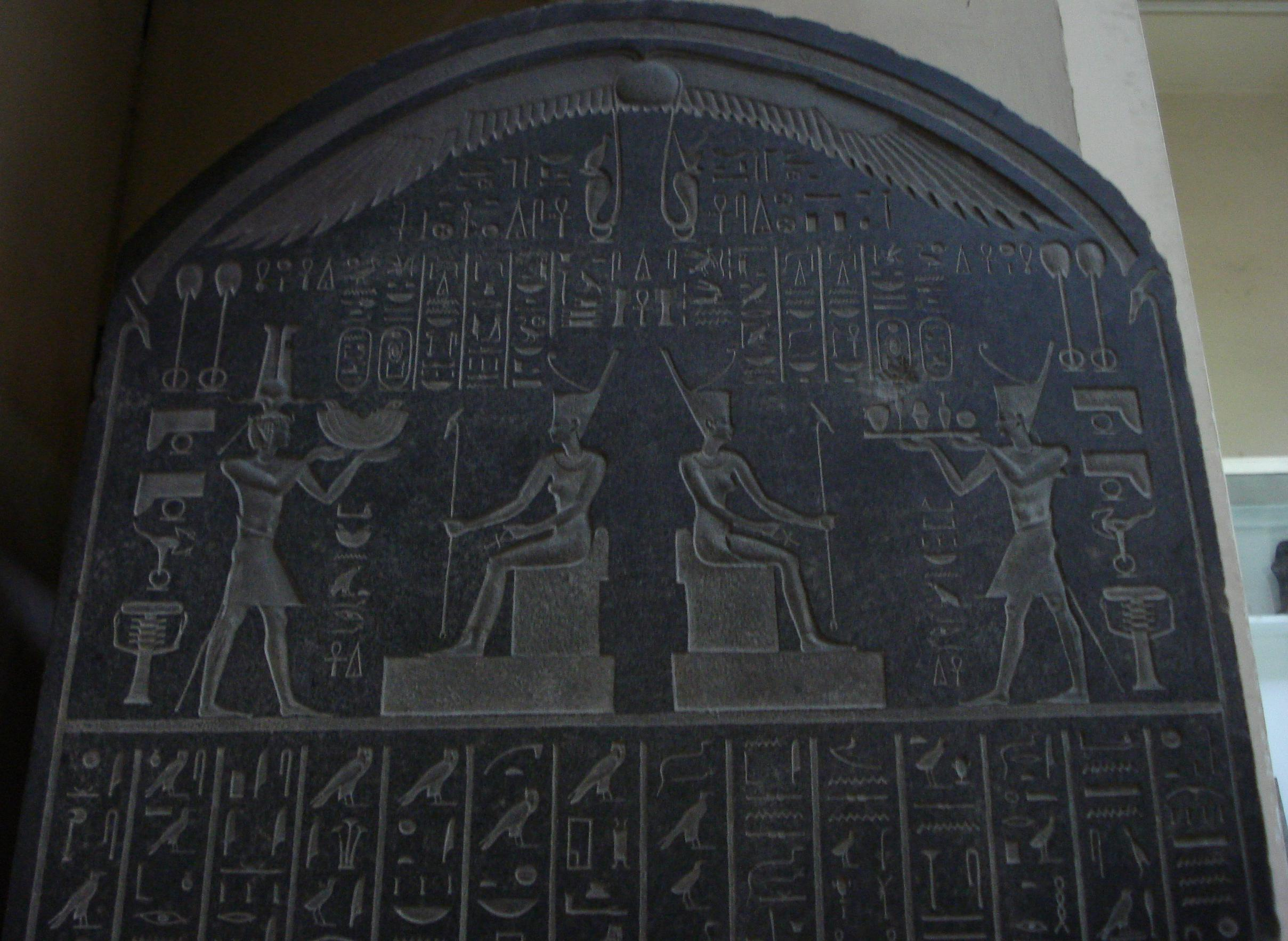
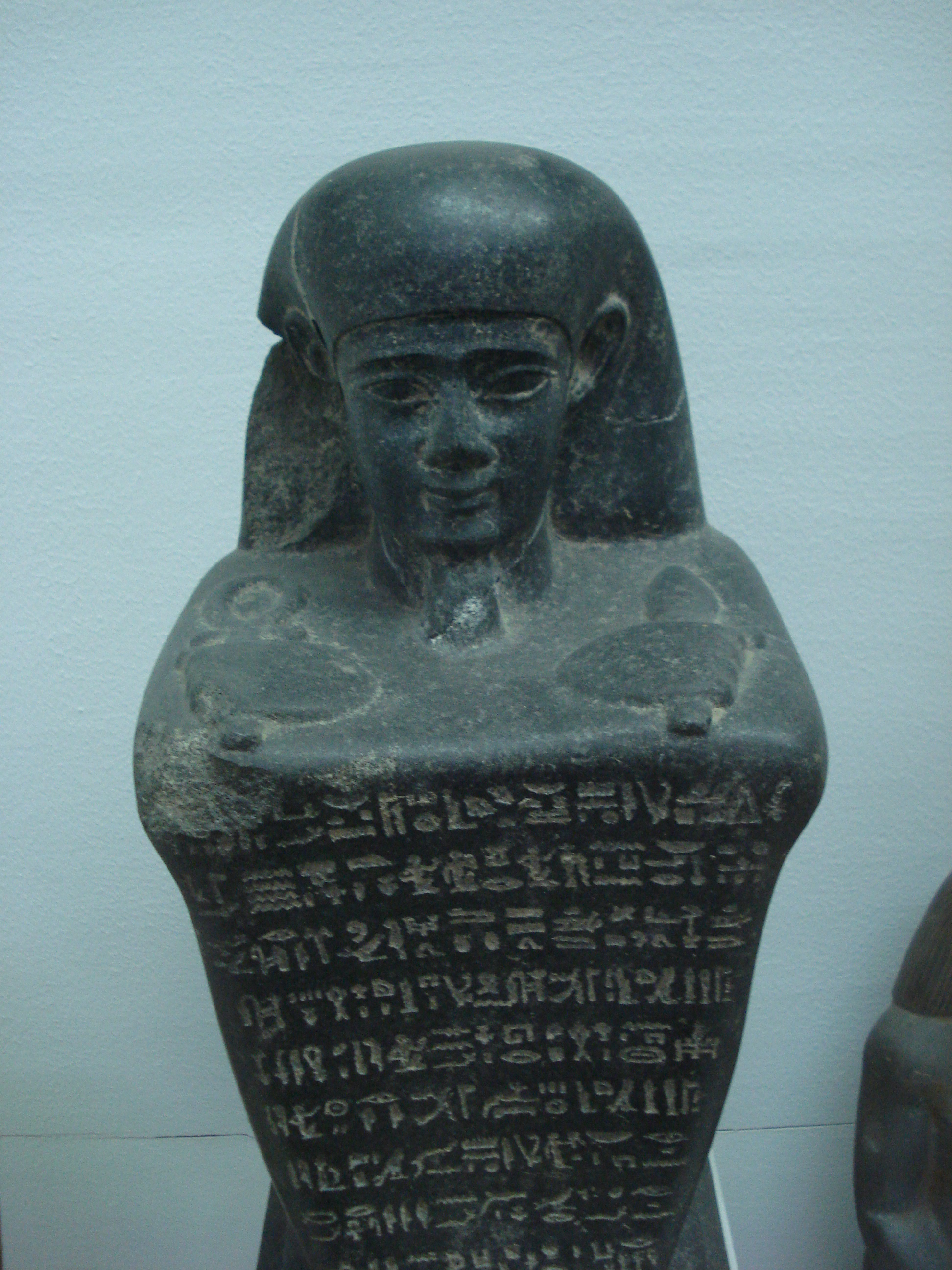
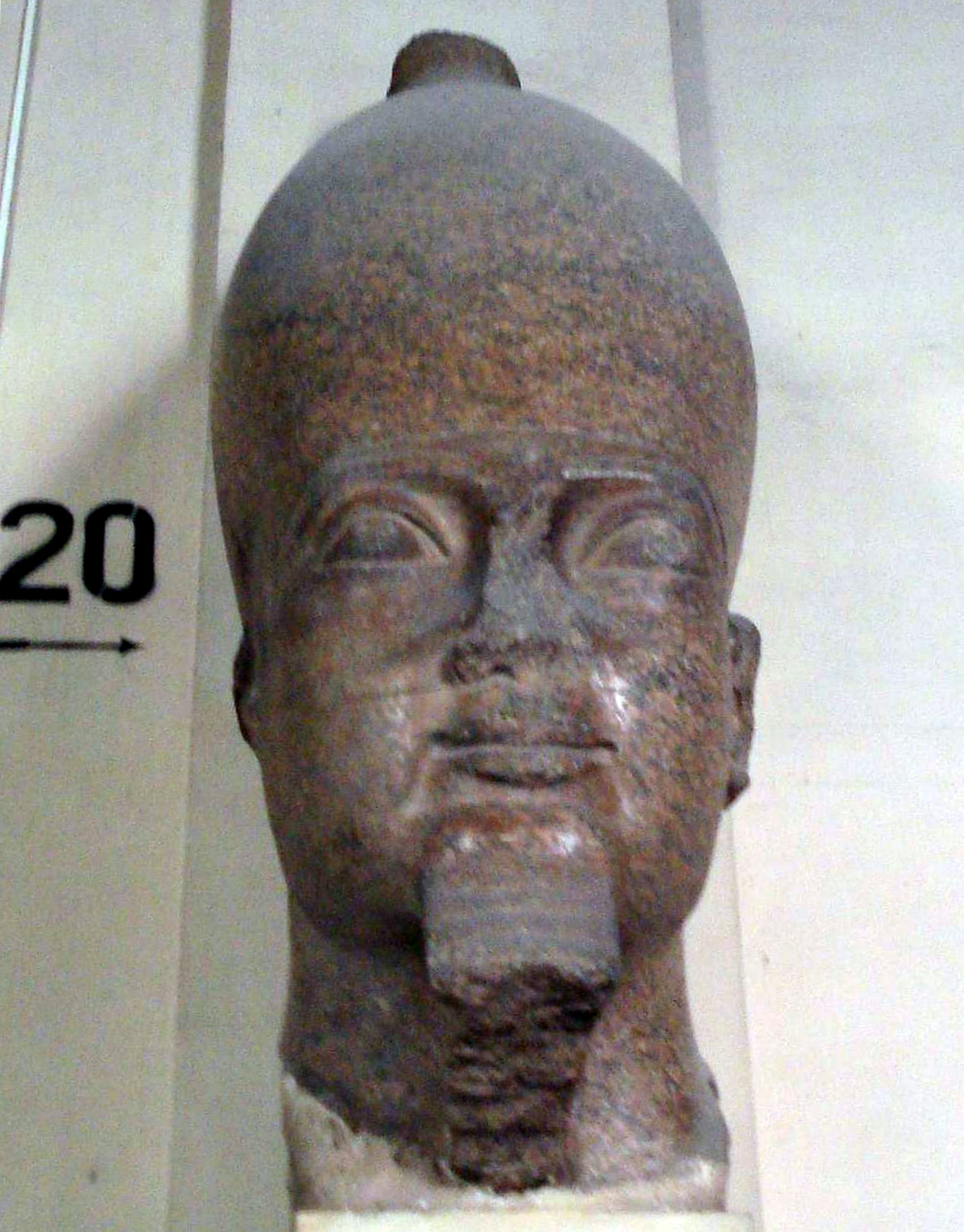
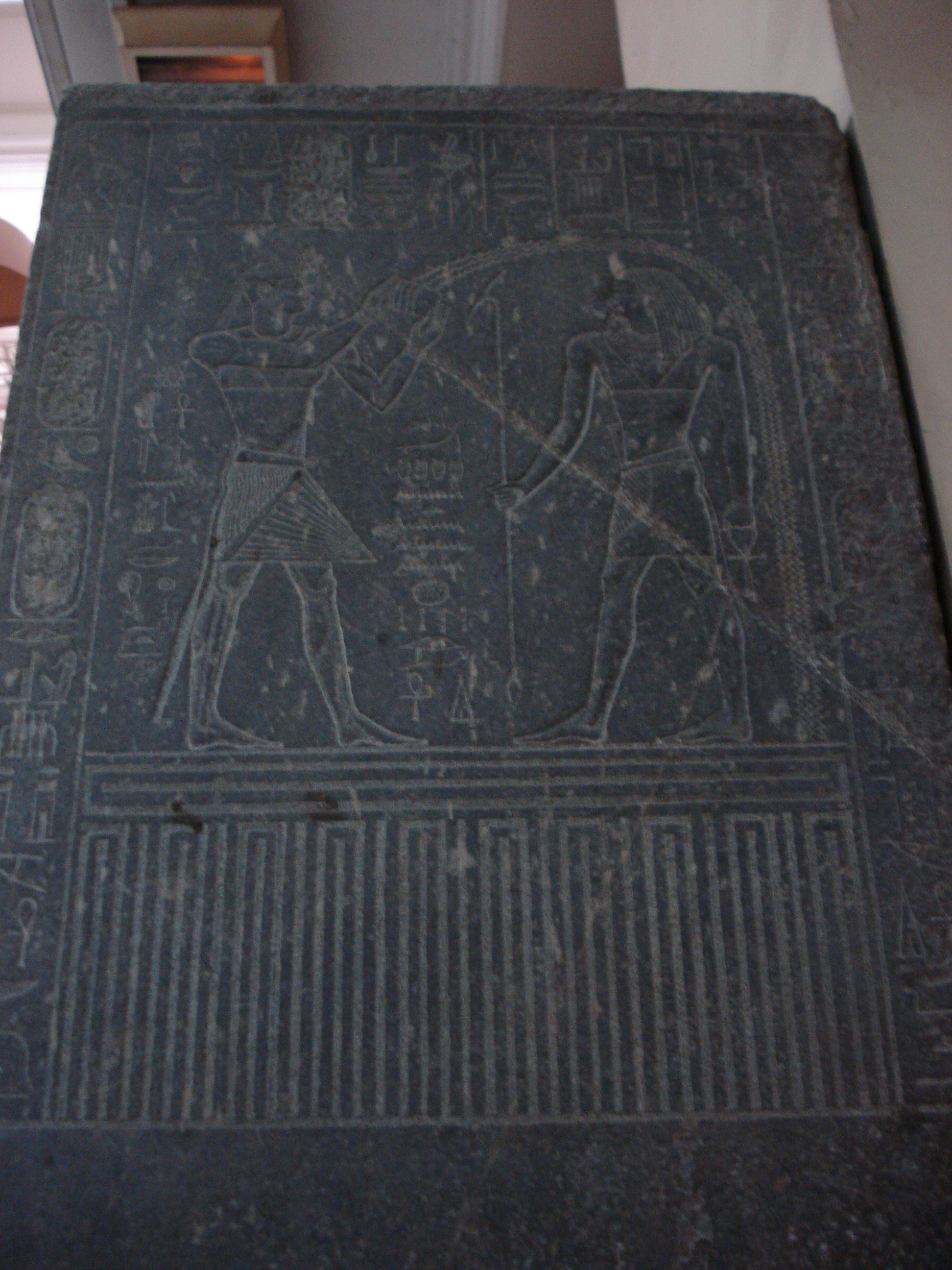
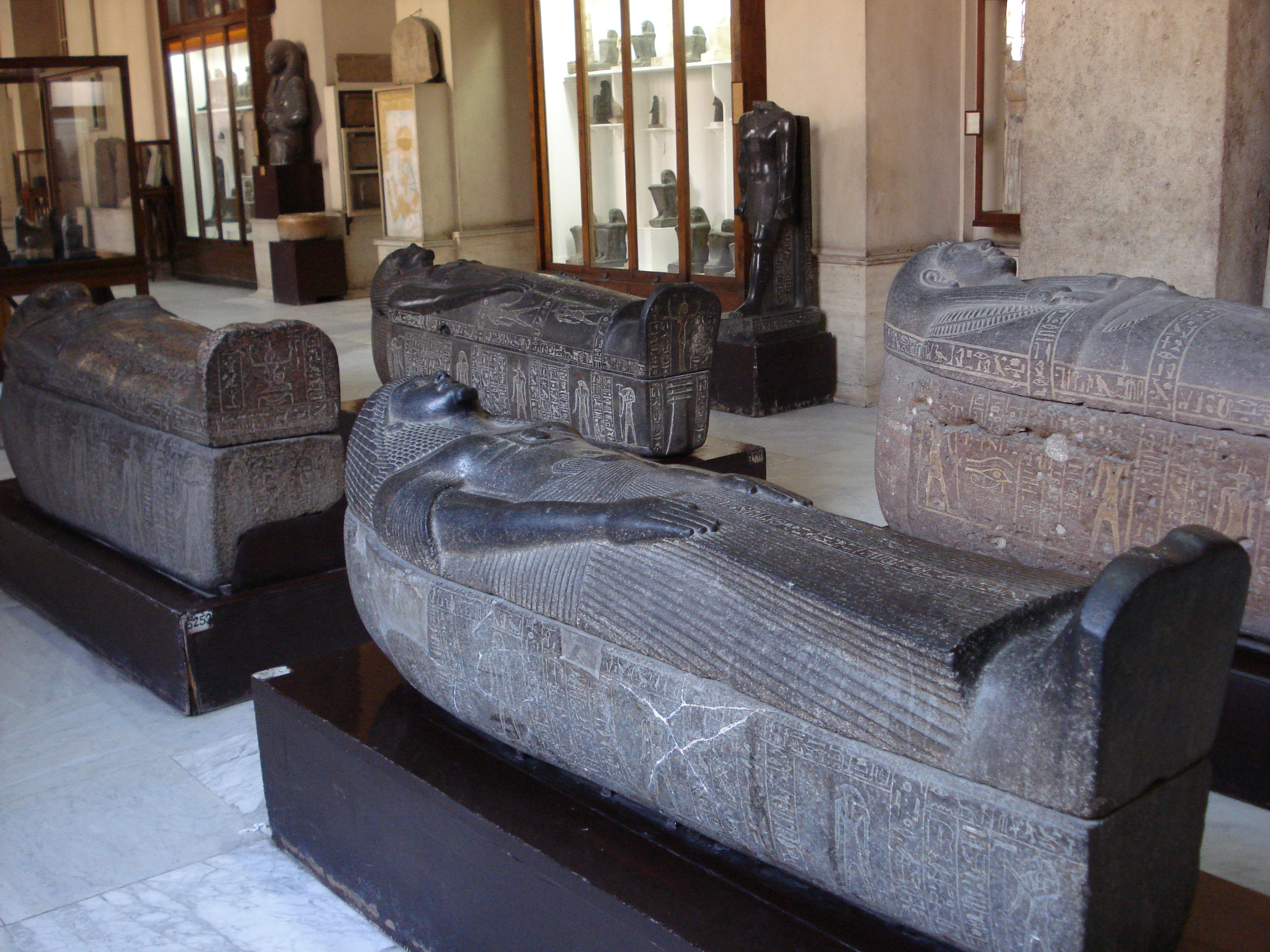
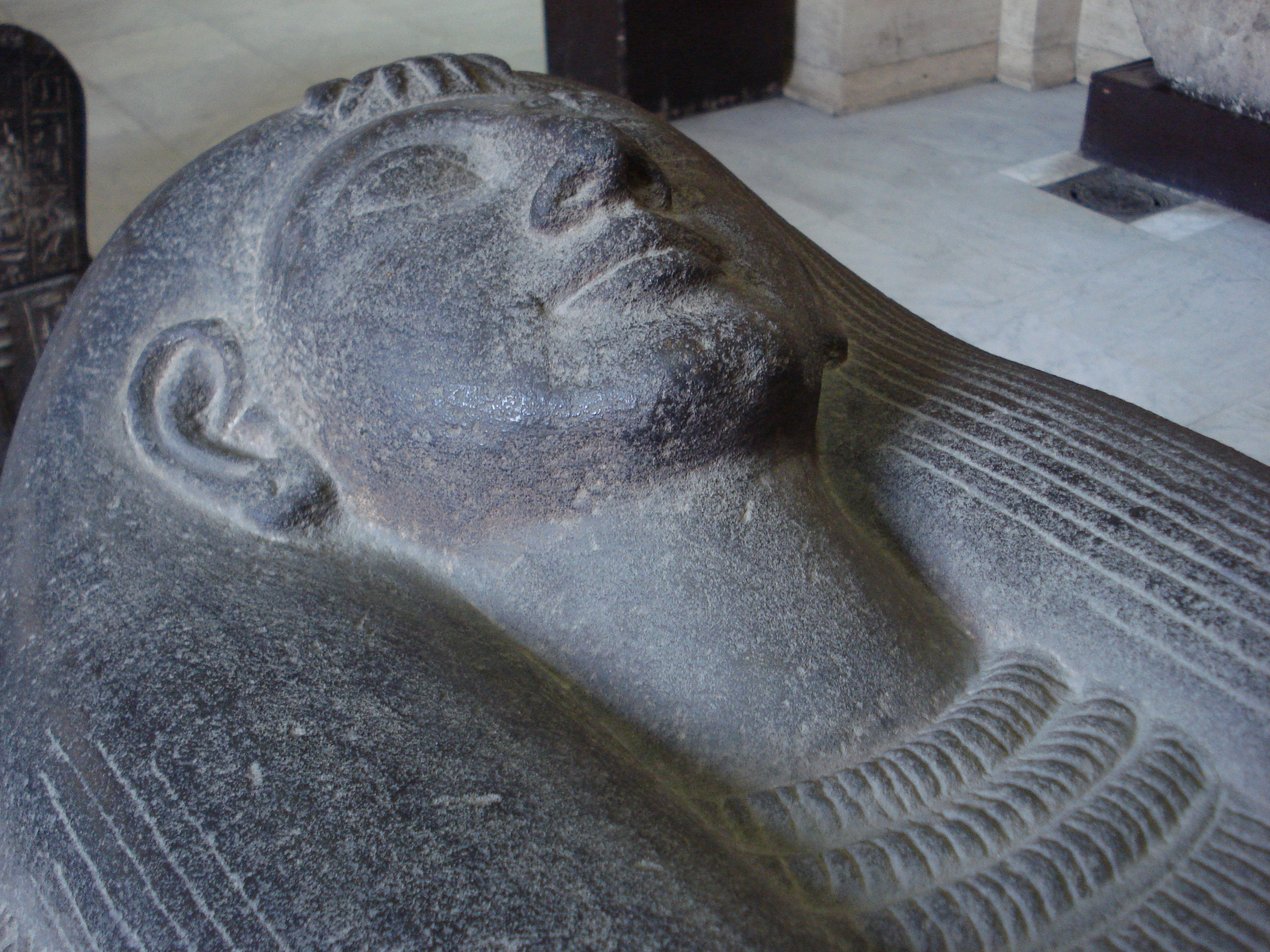
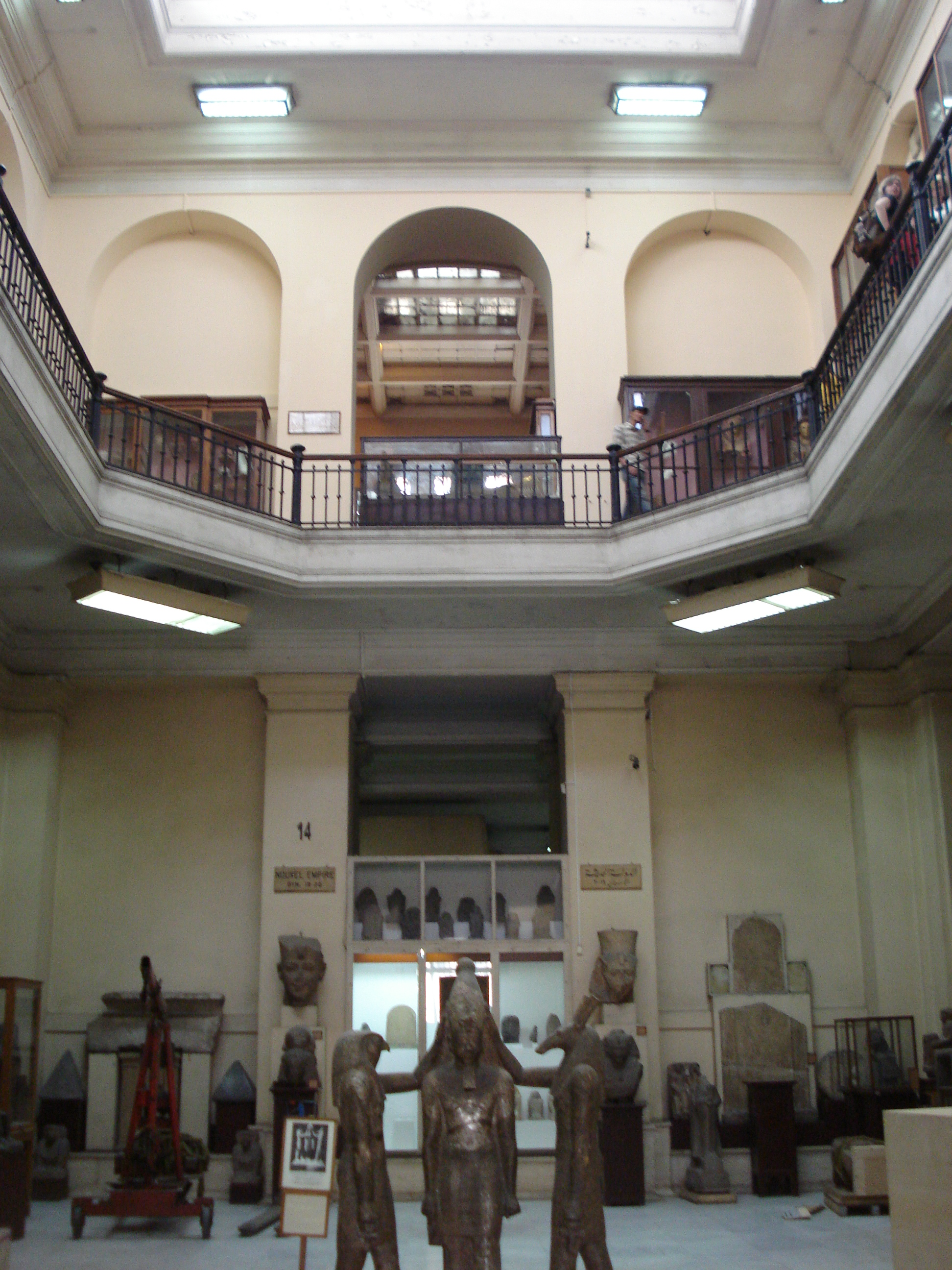
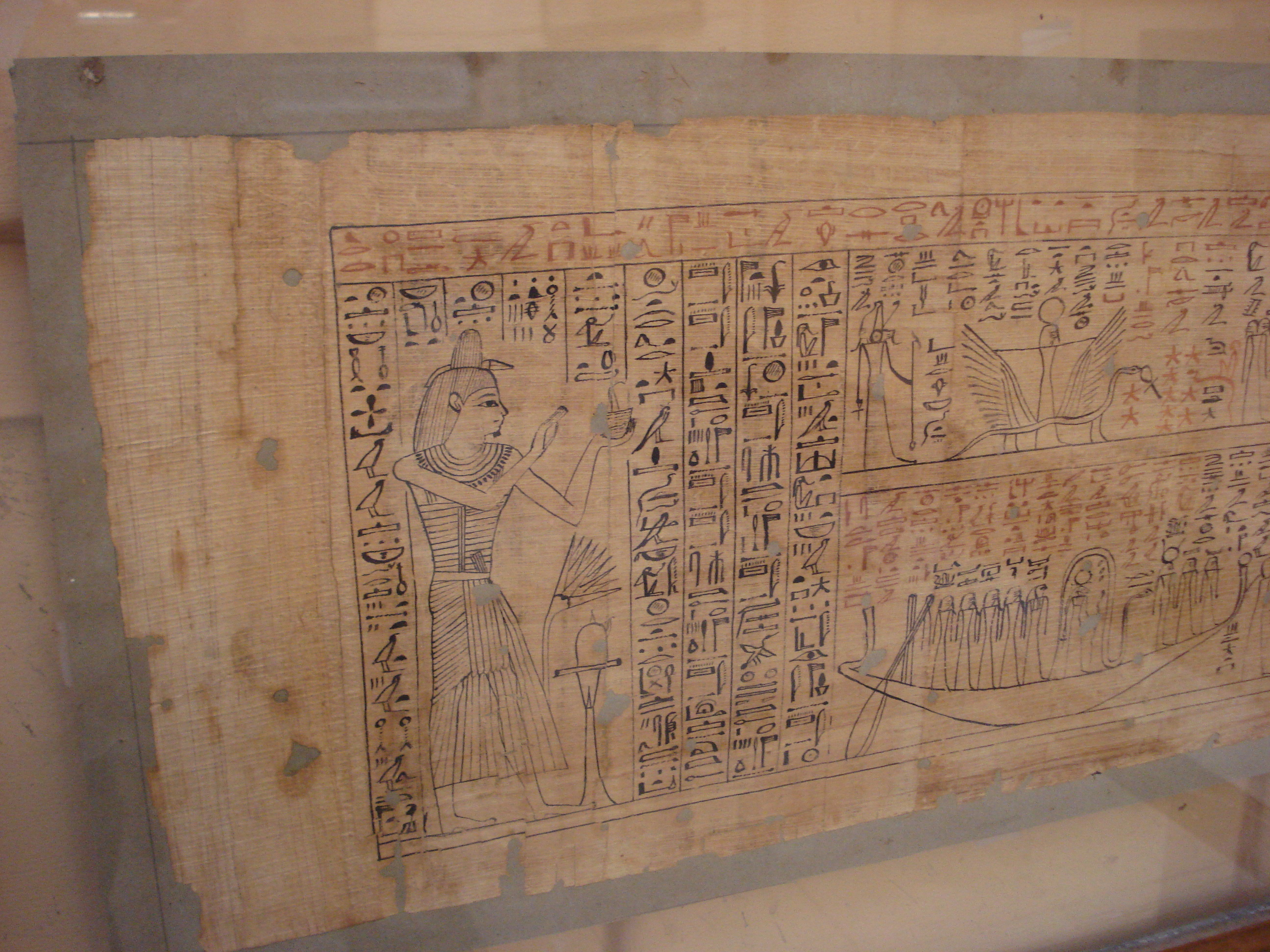
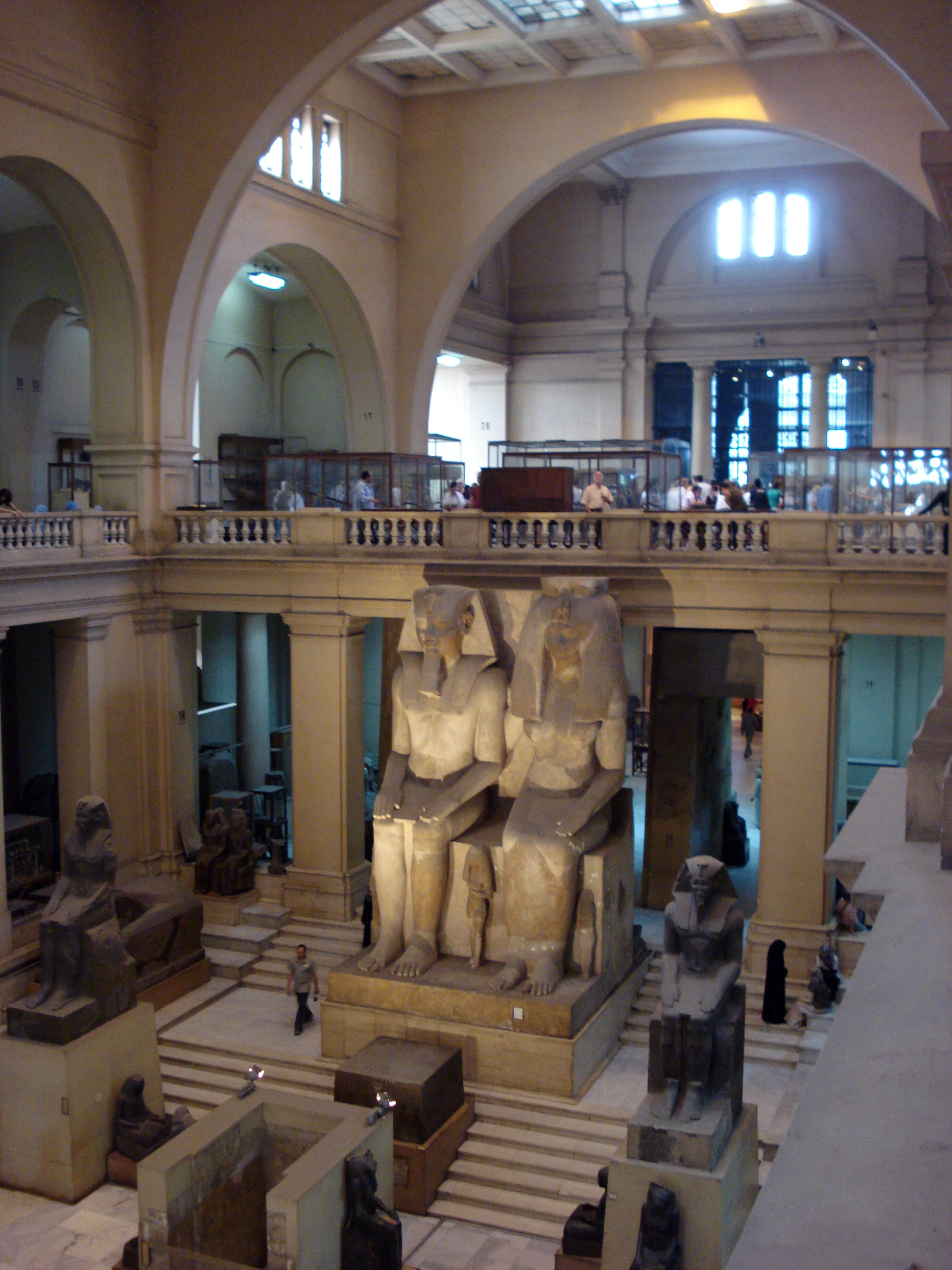
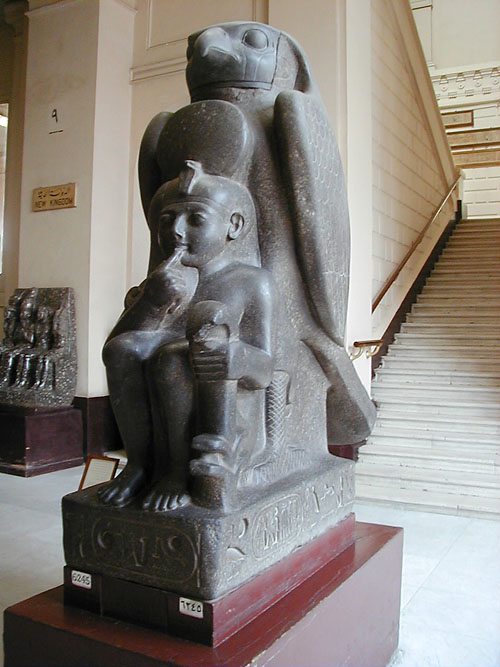
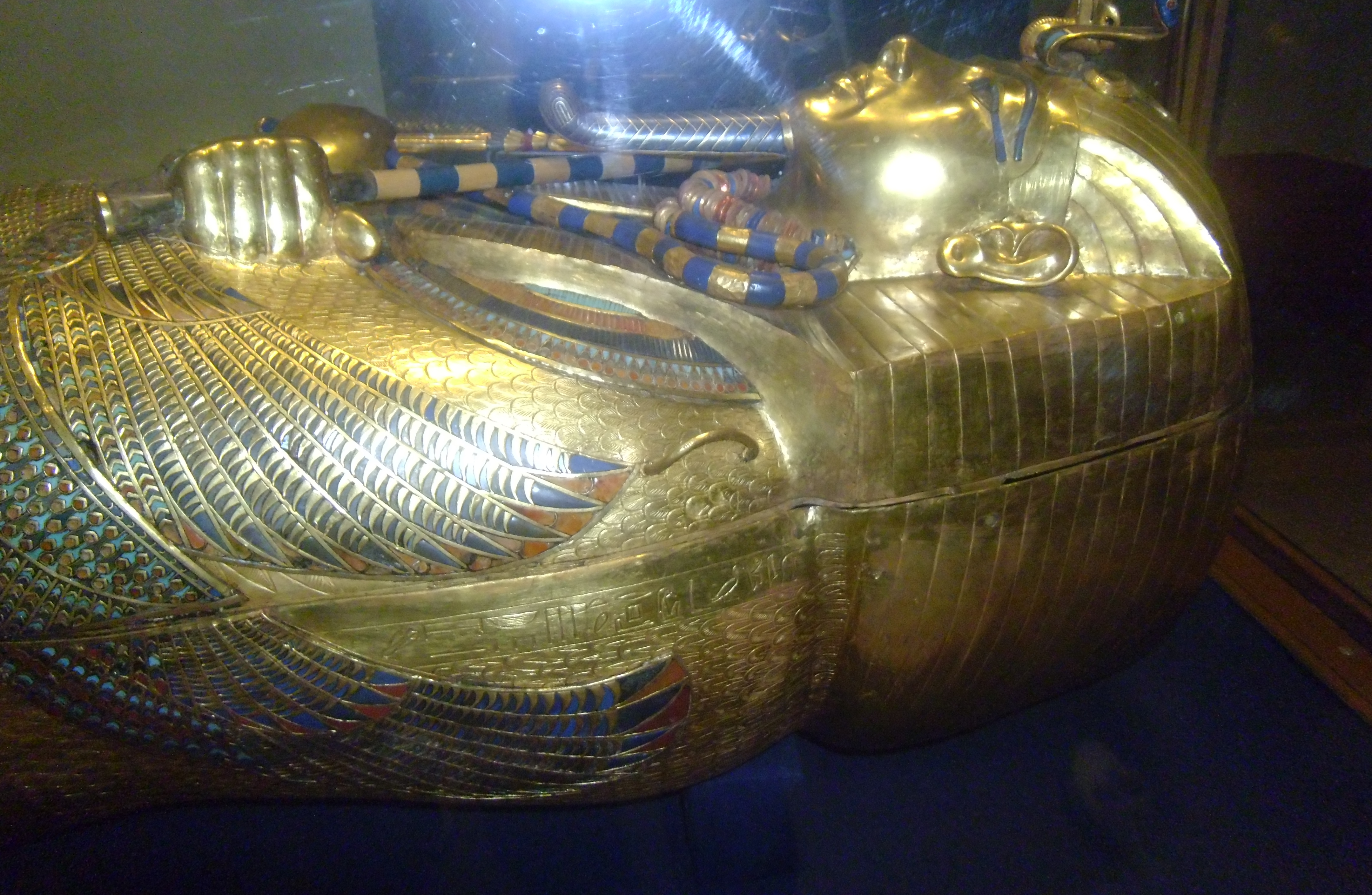
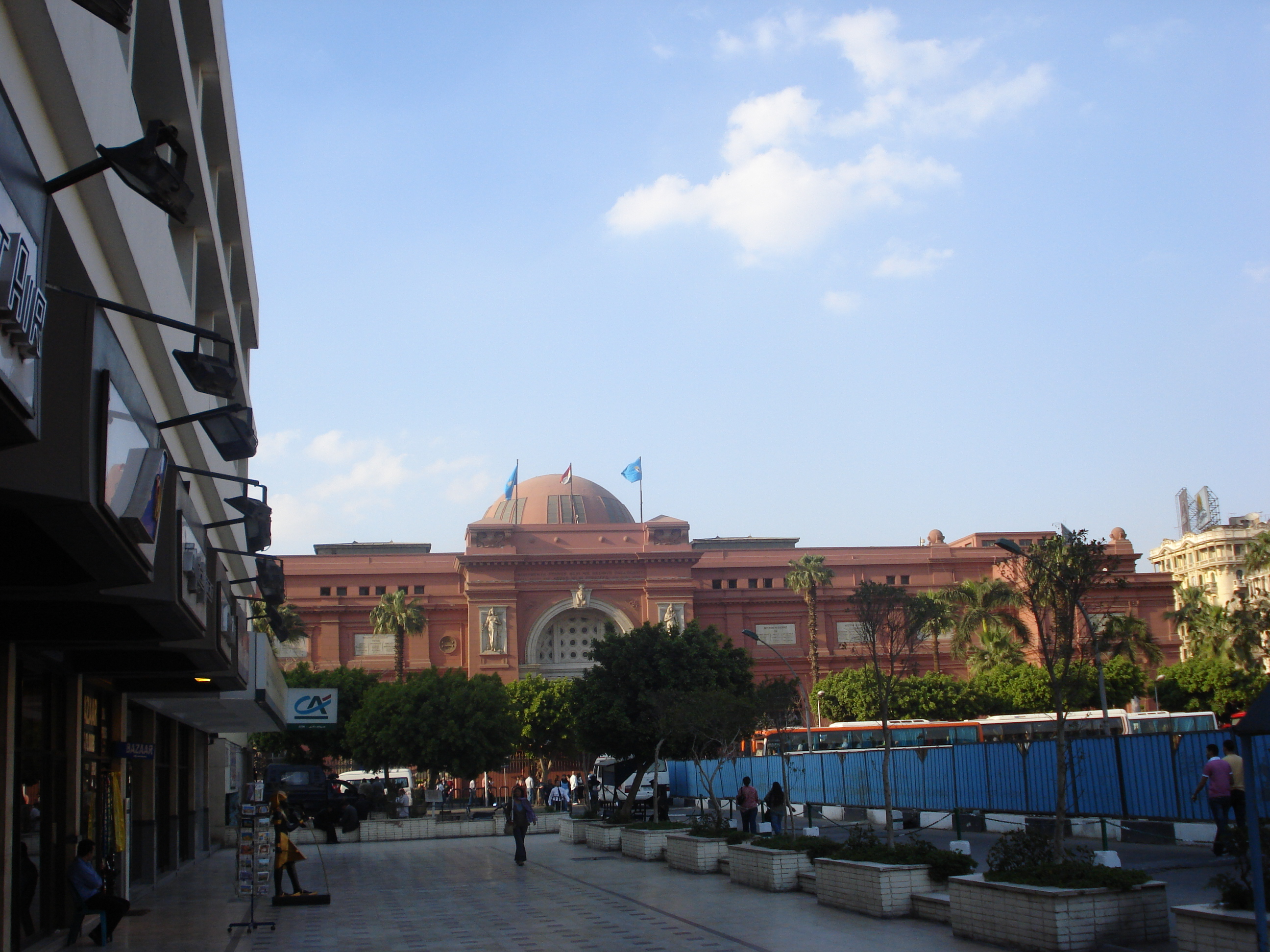
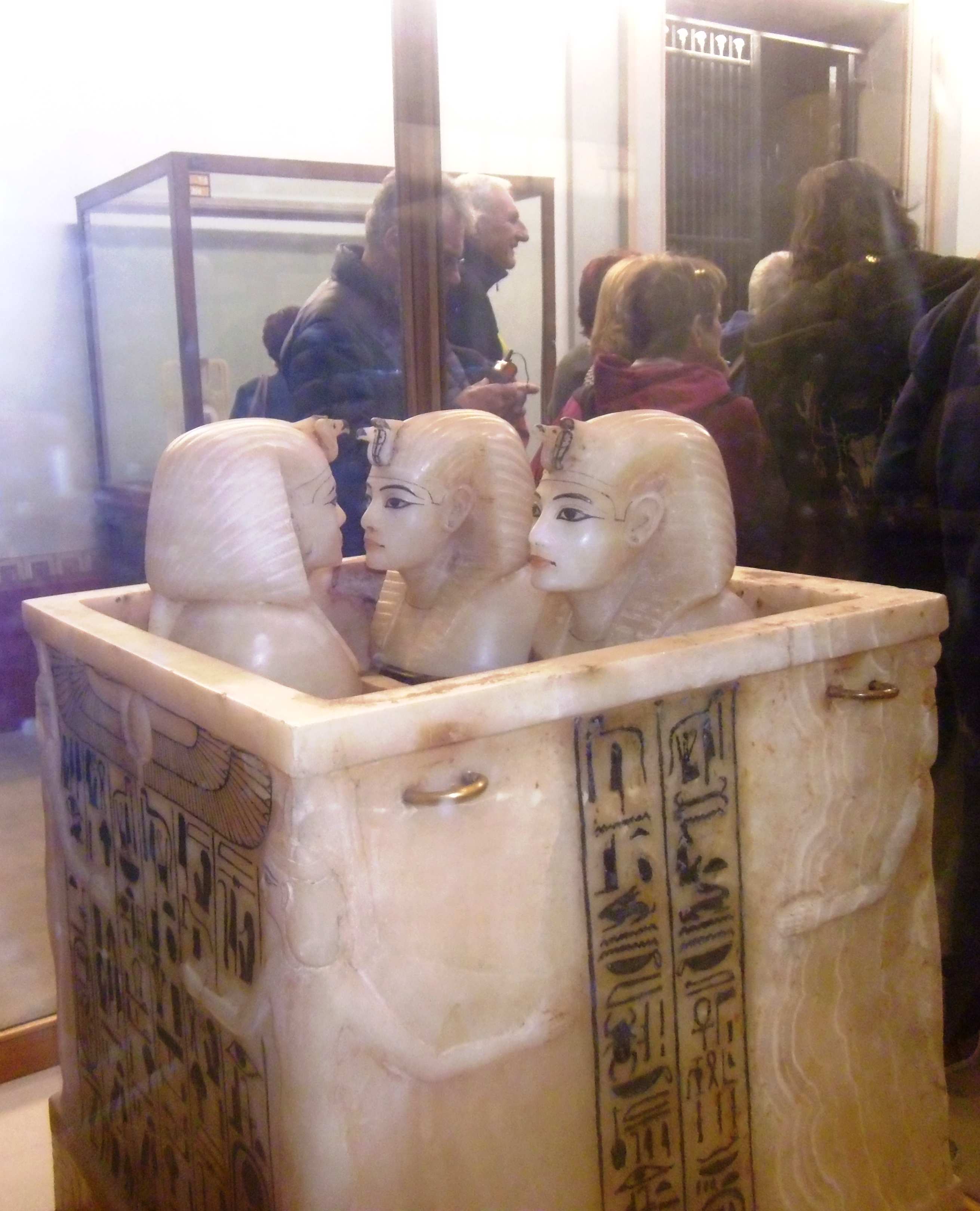
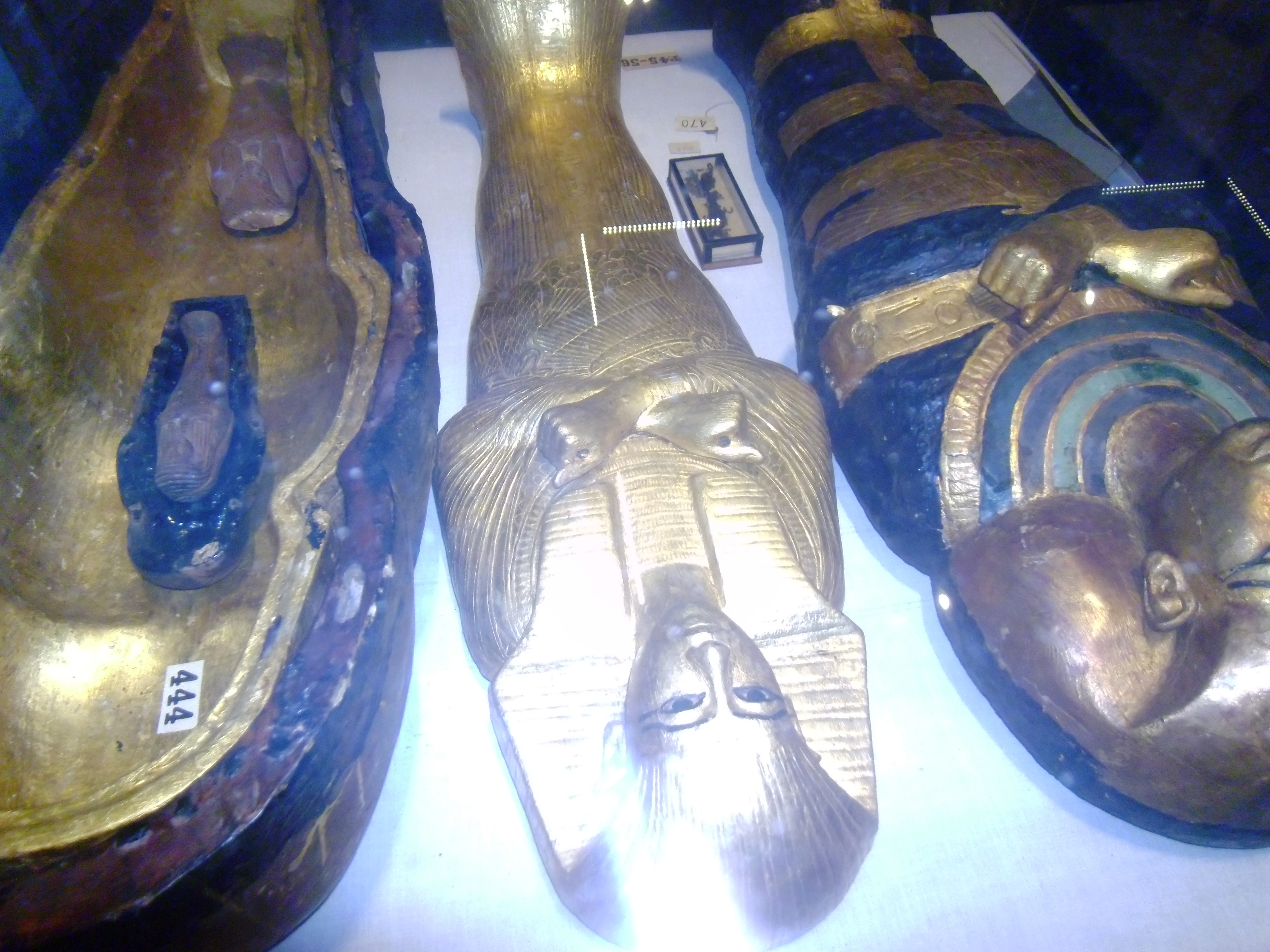